# Kether

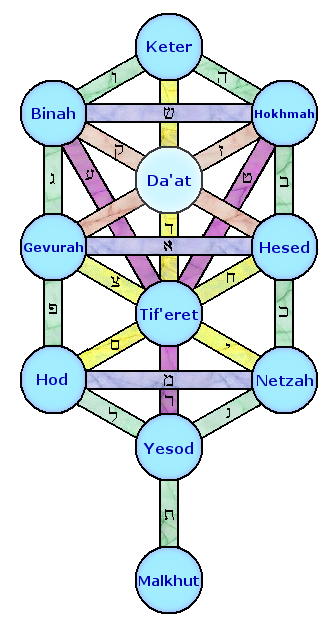
Arbre de vie de la Kabbale

Dans la Kabbale, Kether ou Keter (« la couronne », en hébreu : כתר) est la Sephira la plus élevée de l'arbre de vie. Le sens du mot étant « couronne », Kether est interprétée comme le « couronnement des Sephiroth », qui se situe à leur tête et les domine.

## Spécificité
D'après le Bahir, « la première Sephira est appelée Kether, la couronne, parce qu'une couronne se porte sur la tête. La couronne fait ainsi référence aux choses qui sont au-delà de ce que l'esprit a la capacité de comprendre. »
Dans les représentations traditionnelles de l'Arbre de vie, Kether trône entre Chokmah (à droite) et Binah (en) (à gauche), au-dessus de Tiferet (en). Trois sentiers en partent, vers Chokmah, Binah, et Tiphereth. Kether ne reçoit les émanations d'aucune Sephira antérieure, mais est directement alimentée par Or Ein Soph, qui est la source ultime de toutes les Sephiroth.
Kether est tellement abstrait qu'il est désigné dans le Zohar comme « la plus cachée des choses cachées ». Sa nature est complètement incompréhensible à l'homme. Il est aussi décrit comme la compassion absolue, et le Rabbi Moshe Cordovero le décrit comme la source des treize attributs de la miséricorde.
Dans les représentations à monde multiple, c'est Kether qui est lié au Malkuth (en) du monde supérieur.

## Sources
- Charles Mopsik, La Cabale, , .
- Esopedia, article « Arbre de Vie » () pp. 22-25.
- Moses ben Jacob Cordovero, Le palmier de Débora pp. 1522–1570, éd. Verdier, 1985,  (ISBN 9782864320401), (OCLC 14703086).